# Surdoué
Pour les articles homonymes, voir HPI et HQI.
 (mars 2021).
Le terme surdoué (ou personne à haut potentiel intellectuel / HPI) désigne un individu doté de capacités intellectuelles significativement supérieures à la norme. La définition du haut potentiel varie selon les théories psychologiques de l'intelligence. Néanmoins, un score égal ou supérieur à 130 à un test de quotient intellectuel (QI) est généralement retenu comme indice fiable.
La classification fait l'objet d'un débat parmi les psychologues. Certains critiquent notamment la définition de l'intelligence par le QI, qui fournirait selon eux une mesure trop étroite de l'intelligence. Des mesures éducatives sont entreprises dans divers pays, avec pour objectifs avancés de mieux accompagner les enfants apparemment pourvus de ces aptitudes intellectuelles particulières. Des clubs à QI élevé, comme Mensa ou Intertel, sont réservés aux personnes dont le QI atteint ou dépasse un certain seuil, généralement 130 ou plus.

## Définitions
Le terme « surdoué » est un néologisme employé pour la première fois en 1946 à Genève par le docteur Julian de Ajuriaguerra pour désigner un enfant « qui possède des aptitudes supérieures qui dépassent nettement la moyenne des capacités des enfants de son âge ». Si cette définition s'appliquait aux enfants au départ, on parle dorénavant aussi d'adultes surdoués.
Il est vraisemblable que le mot s'employa en 1932, pour la première fois. Il s'agissait de La Recherche du beau de Léon Daudet (p. 184), passage qui concerne Santiago Rusiñol : « Il était de ces artistes surdoués et comblés, qui conçoivent comme ils respirent »,.

### Vocabulaire
Il peut exister, notamment dans le grand public, une confusion entre des termes de sens voisins, qui désignent cependant des individus différents : précoce, doué, surdoué, haut potentiel, prodige, virtuose, génie. Beaucoup sont des synonymes, d'autres se rapportent à des dons très spécifiques.
« Enfant intellectuellement précoce » (EIP) est le terme choisi par l'Éducation nationale en France pour désigner les enfants surdoués, mais il ne s'agit pas nécessairement d'enfants « en avance » dans les apprentissages scolaires ou dans d'autres domaines. Ces enfants ne sont pas systématiquement premiers de la classe ou particulièrement performants à l'école ; et cette « avance » serait rattrapée à terme par les autres enfants, effaçant cette précocité et les replaçant dans la moyenne. Un EIP (un enfant surdoué donc) deviendra un adulte surdoué, la différence de pensée étant plus d'ordre qualitatif que quantitatif[réf. nécessaire]. Un terme comme « à haut potentiel intellectuel » est plus proche de la réalité. Le potentiel est présent mais sa visibilité dépendra de ce qui en sera (ou non) fait par l'enfant ou l'adolescent.
Un enfant surdoué (aussi nommé à haut potentiel, intellectuellement précoce, etc.) est détecté en dressant un tableau psychologique (bilan psychométrique, anamnèse, test de QI, régulation des émotions) avec un psychologue spécifiquement compétent. Ce bilan peut mettre en évidence des capacités intellectuelles plus élevées que la norme établie ou des attitudes différentes de celles qui s'observent pour la majorité. En termes de QI, le seuil usuel est un score total supérieur à 130 sur l'échelle standard de Wechsler.
Un individu « surdoué » dispose d’une intelligence supérieure à la moyenne. Toujours en termes de statistique, son QI se situe au-dessus de 130, soit deux écarts-types au-dessus de la moyenne sur l'échelle de Wechsler (échelle standard). Ce choix de deux écarts-types, soit 30 points au-dessus de la moyenne, n’est pas le fruit du hasard : il correspond symétriquement au seuil reconnu de la déficience intellectuelle, qui est de deux écarts-types au-dessous de la moyenne, soit un QI total inférieur ou égal à 70. Dans les deux cas, cela représente 2,3 % de la population sur laquelle le test a été étalonné.
Rappelons toutefois que le QI est une mesure psychométrique des fonctions cognitives. Ainsi, dans un cadre clinique, il est accompagné d’un bilan psychologique complet effectué par un professionnel compétent. Néanmoins, même pour différents auteurs spécialistes, la définition d'une personne « surdouée » reste ouverte. Ainsi, pour Louis et Ramond, un enfant surdoué est un enfant qui « possède des facilités et des aptitudes particulières et rares dans plusieurs domaines ». Pour Rumpf, « est surdouée la personne dont le QI est supérieur ou égal à 130 ». Pour Gouillou, « un enfant est dit surdoué quand il a un rythme de développement intellectuel très supérieur à celui normal de son âge, alors que ses développements affectif, relationnel et psychomoteur correspondent aux normes de son âge ». Pour Jean-Charles Terrassier, la dyssynchronie est une caractéristique essentielle de l'enfant surdoué. Il existe un écart entre une grande intelligence et la maturité de l'enfant qui provoque un décalage.
Bien que ce potentiel intellectuel exceptionnel ne se manifeste pas toujours par des réalisations exceptionnelles, on parle de « haut potentiel intellectuel ». Dans le cas où le haut potentiel ne s'accompagne pas de réalisations fortes, les Américains utilisent le terme de underachiever, que les Québécois ont traduit par « sous-réalisateur ». Le terme « haut potentiel » utilisé d’abord en Belgique, puis en France et en Suisse, a l’avantage de ne pas être péjoratif, mais il sous-entend qu’un potentiel exceptionnel ne se concrétise pas forcément par des réalisations exceptionnelles, et qu’il n’empêche pas les difficultés, parfois même l’échec scolaire, professionnel ou social. Le terme « haut potentiel » ajoute donc la notion de latence et de contexte : ainsi, un enfant peut très bien avoir des aptitudes intellectuelles particulièrement élevées, mais ne pas les utiliser. Plusieurs chercheurs inter-universitaires caractérisent le haut potentiel en tant que douance comme une puissance en devenir. À noter que l'appellation « Haut potentiel intellectuel » est développée d'abord dans les milieux du développement personnel et n'est pas utilisée par les scientifiques étudiant les capacités intellectuelles.

#### Autres termes usuels
- Haut potentiel (HP) ;
- Haut potentiel intellectuel (HPI) ;
- Très haut potentiel intellectuel (THPI) ;
- Haut quotient intellectuel (HQI) : se dit pour des individus ayant un QI total ≥ 130 sur l'échelle de Wechsler ;
- Très haut quotient intellectuel (THQI) : se dit pour des individus ayant un QI total ≥ à 145 sur l'échelle de Wechsler ;
- Enfant intellectuellement précoce (EIP) : terme choisi par le système éducatif français pour désigner les élèves surdoués.
- Zèbre : dénomination proposée par la psychologue Jeanne Siaud-Facchin, notamment par le biais de son livre Trop intelligent pour être heureux ?, afin d'éviter certains termes, comme surdoué ou précoce, trop lourdement connotés et souvent mal compris. Ce terme fait son entrée dans le dictionnaire Le Larousse en 2020.

La double exceptionnalité, quant à elle, prend forme en cas de présence conjointe d'un haut potentiel intellectuel et d'un trouble du développement, tel qu'un trouble du déficit de l'attention avec ou sans hyperactivité ou un trouble du spectre de l'autisme.

### Définitions scientifiques
La définition du haut potentiel intellectuel la plus répandue en psychologie est celle fondée sur le quotient intellectuel : un individu est dit HPI si son QI, tel que mesuré par la WISC ou la WAIS, atteint ou dépasse 130. Ce seuil de 130 correspond à deux écarts-type au-dessus de la moyenne, par symétrie avec le seuil du retard mental (QI inférieur à 70, soit deux écarts-type au-dessous de la moyenne).
Néanmoins, les chercheurs n'utilisent pas tous cette définition, et des variations sont observées, telles que :
- le changement du seuil (qui peut être 120, 125, 135, etc.) ;
- l'inclusion de certains critères (comme les résultats scolaires ou la créativité) ;
- le changement de la définition (certains choisissant de parler de HQI dès que l'un des indices de l'échelle atteint ou dépasse 130).

Une revue de la littérature par Carol Carman, parue en 2013, montre que le seul critère qui fasse actuellement l'objet d'un consensus est le quotient intellectuel, bien qu'il ne soit pas toujours utilisé en pratique.

### D'après les études enneurologieetneurosciences
Les recherches menées par le professeur Jean-Claude Grubar, professeur de psychologie expérimentale à l'université Charles de Gaulle - Lille III, montrent que le fonctionnement cognitif des enfants précoces diffère de celui des autres : le traitement de l'information, chez les jeunes surdoués, serait en effet plus rapide, et leur mémoire de travail serait également plus efficace, car capable de retenir plus d'informations et ce plus longtemps.
Par ailleurs, Grubar rapporte des singularités dans la vitesse de maturation du cerveau, et plus précisément, une hétérochronie, comprise ici comme un décalage entre le degré de développement de différents secteurs. Il explique par exemple que « les structures du sommeil des enfants intellectuellement précoces font coexister au niveau du sommeil paradoxal des indices d'immaturité et de sur-maturité ». En outre, les enfants surdoués conserveraient plus longtemps que les autres des caractéristiques juvéniles (néoténie), et ainsi, « une plasticité cérébrale élevée, c'est-à-dire une plus grande réceptivité aux influences de l'environnement ».
Des chercheurs de l'Université McGill de Montréal et du National Institute of Mental Health (NIMH) de Washington ont effectué des études sur une cohorte de 300 enfants et adolescents. D'après leurs observations, « le  cerveau des surdoués se distingue des autres par la rapidité avec laquelle sa partie « pensante » (le cortex préfrontal) s'épaissit et s'amincit durant la croissance ». C'est en effet dans cette zone du cerveau que se développent le raisonnement abstrait, l'attention, la planification ainsi que d'autres fonctions exécutives. Il en ressort donc que le cerveau des jeunes surdoués ne serait pas caractérisé par un volume plus important mais plutôt par « un schéma de croissance particulier » et « un cortex plus agile et plus actif ».
Il a été également prouvé qu'un enfant surdoué possède plus de neurones en moyenne qu'un enfant normal, dans certaines zones comme le cortex préfrontal ; c'est aussi le cas de l'enfant dyslexique et autiste sans retard de langage,, ce qui contraint à dire que c'est plutôt la façon dont se construisent les connexions neuronales qui serait à l'origine de ce décalage. Mais ces observations sont nuancées par d'autres recherches, comme celles réalisées par le Groupe d'imagerie neurofonctionnelle de Caen, qui montrent que l'intelligence se distribue dans différentes régions du cerveau, correspondant à des réseaux spécifiques de neurones.
Une étude de 2010 de l'université de Melbourne suggère qu'une source du haut potentiel intellectuel pourrait être une meilleure communication et un meilleur équilibre entre les deux hémisphères du cerveau. Cela expliquerait, selon Nicolas Gauvrit, pourquoi les personnes surdouées ont une légère tendance à être ambidextres, puisqu'« une latéralité peu marquée peut être le signe d'une symétrie exceptionnelle du cortex ».
Une étude de 2020 par L. Vaivre-Douret, S. Hamdioui et A. Cannafarina sur l'influence du niveau de QI sur les symptômes de la dyspraxie conclut que les enfants surdoués atteints de ce trouble sont plus susceptibles de compenser leurs difficultés d'apprentissage.

## Histoire de la douance (généralités)
En Grèce antique, les individus qui disposaient de capacités dites supérieures à la norme étaient identifiés et pris en charge pour adapter leur éducation en fonction de leur potentiel.
Au Moyen-Âge, les aptitudes intellectuelles des enfants doués étaient mises au service de la spiritualité ; ils étaient regroupés dans des monastères pour développer leurs capacités selon le modèle religieux.
À la Renaissance et aux siècles suivants, l'éducation des hauts potentiels était également prise en charge pour développer leurs capacités intellectuelles.
En 1868, l'enseignant William Torrey Harris reconnaît que les enfants n'ont pas tous le même rythme d'apprentissage, et qu'ils devraient avoir accès à un programme scolaire adapté à leur niveau d'éducation et à leur talent.
L'échelle métrique de l'intelligence de Binet et Simon créée en 1905 avait pour but d'identifier les enfants qui possédaient un retard mental. C'est avec cette échelle que Binet et Simon ont constaté qu'il y avait des enfants neurotypiques, mais aussi des enfants avec des « retards » et une proportion d'enfants dits « trop intelligents ». C'est en 1912 que le concept du quotient intellectuel (QI) a vu le jour, grâce au psychologue allemand William Stern. C'est à la suite de ce concept que la douance fut associée au niveau de quotient intellectuel, autant chez l'enfant que chez l'adulte, pendant plusieurs années, jusqu'au développement de la première échelle d'intelligence, le WAIS, par David Wechsler, psychologue américain qui en est le créateur. Dans la continuité de ces travaux, David Wechsler a conçu les échelles d'intelligence WISC et WPPSI, davantage appropriées aux enfants et aux adolescents. Ayant fait leurs preuves au fil du temps, ces deux dernières échelles d'intelligence sont encore employées aujourd'hui.
Il y a eu d'autres éléments qui ont été considérés pour reconnaitre un individu avec de la douance, dont le modèle de Renzulli. Le psychologue a fait avancer le concept de la douance puisqu'il a établi trois critères qui permettent de mieux déterminer si une personne est douée. L'intelligence, l'implication et la créativité sont les trois indications qui permettent de tenir compte s'il y a une ou des manifestations de la douance chez l'individu. La créativité quant à elle, fait référence au raisonnement foisonnant chez la personne douée, tandis que l'implication est davantage liée à l'engagement.
Le concept de la douance a récolté bon nombre de nouvelles théories ou de mise en accord par plusieurs chercheurs, si bien que les définitions qui furent attribuées pour définir la douance varient considérablement encore à ce jour.

## Selon les institutions éducatives officielles

### États-Unis (1972 et 1981)
Le US Office of Education a défini les surdoués comme « ceux dont les aptitudes exceptionnelles les rendent aptes à des performances élevées » (rapport Marland, 1972).
En 1981, le Congrès américain définit le surdoué comme « un jeune qui, au niveau de la maternelle, du primaire ou du secondaire a fait preuve ou démontré un potentiel d’aptitudes à atteindre un degré de compétences dans les domaines intellectuel, artistique, académique spécifique, dans les arts visuels, le théâtre, la musique, la danse, une aptitude au leadership, et qui, par conséquent, a besoin de services et d’activités qui ne sont pas normalement disponibles à l’école ». Dans les faits, la plupart des programmes pour surdoués organisés dans les écoles américaines sélectionnent des enfants dont le QI est supérieur à 130 sur l'échelle de Wechsler (ce chiffre, s'il est exprimé sur l'échelle de Cattell, très utilisée aux États-Unis, doit être converti et donc rehaussé à 148)[réf. nécessaire].

### France (depuis 2002)
La prise en considération de cette problématique par l'institution scolaire française ne date que de 2002, avec le rapport Delaubier : La Scolarisation des enfants intellectuellement précoces, rapport au Ministre de l'Éducation nationale de l'époque, Jack Lang. Le terme retenu par ce rapport pour désigner les enfants concernés est celui d'« intellectuellement précoces » :
- Définition : les enfants intellectuellement précoces sont des enfants capables de réaliser des performances que ne parviennent pas à accomplir des enfants de leur âge, concept relatif dépendant des domaines pris en compte et du seuil que l'on fixe (pourcentage de la population choisi) ;
- La population d'élèves qui est l'objet de la revendication des familles (associations) est définie par le QI[pas clair];
- Seuil de définition du « surdouement » : le plus communément admis est un QI de 130 ou plus sur l'échelle standard de Wechsler (2,2 % de la population) ;
- Réserves à l'égard du QI :
  - critère réducteur ;
  - le QI n'est pas une mesure indépendante de l'instrument (QI différents selon le test utilisé) ;
  - augmentation des performances au cours des générations ;
  - le QI n'est pas indépendant du contexte socio-culturel ;
  - l'état psycho-émotionnel du sujet peut fortement diminuer les résultats ;
  - l'entraînement aux tests améliore et donc fausse les résultats.

En 2004, le rapport Thélot reprendra ce thème et le développera.

## Manifestations de la «douance»
Les observations empiriques des auteurs qui ont publié des ouvrages sur le sujet, comme Ellen Winner, Jean-Charles Terrassier, Jacques Bert, Arielle Adda, Jeanne Siaud-Facchin, Sophie Brasseur et Catherine Cuche, Planche, Daniel Jachet (cf. bibliographie) font état de caractéristiques communes aux enfants à haut potentiel, bien qu'on ne les retrouve pas forcément toutes à la fois chez le même individu. Le rapport Delaubier détaille également ces manifestations des enfants surdoués. Cumuler toutes ces caractéristiques n'implique pas pour autant la douance, ce n'est pas une relation d'équivalence mais plutôt de contingence. Même si la douance ne peut pas être détectée seulement en se basant sur les caractéristiques observées chez la plupart des personnes, il est possible de la détecter en allant consulter des professionnels. La notion repose sur la psychométrie et correspond au résultat d'un bilan des fonctions cognitives attestant d'un QI supérieur ou égal à 130 sur une échelle de Wechsler. Le cortex cérébral serait aussi apparemment « plus développé » et avec « un corps calleux plus épais, augmentant ainsi le volume de matière grise et blanche du cervelet (Deary et al, 2010). ». Les doués ont souvent aussi une vitesse de traitement d’informations plus élevée que la moyenne due à « la gaine de myélinisation des axones plus épaisse […] ». Les différences cognitives et biologiques que les doués ont influencent souvent d’autres sphères de la vie de ceux-ci, telle que la sphère sociale. Certaines personnes douées vivent avec des problèmes d’habileté sociale. Évidemment, cela ne s’applique pas à tous les doués : « Il en découle, chez un certain nombre d’entre eux, un manque d’appartenance, le sentiment d’être incompris ou une solitude existentielle (Webb, 2011). ». La recherche actuelle n'atteste pas que les personnes douées seraient moins satisfaites dans leur vie que de personnes « non-douées ». Certains modèles suggèrent qu'une des caractéristiques que des personnes avec de la douance pourraient avoir serait dominance dans un domaine ou plusieurs, comme l’explique le modèle de Sternberg : « […] l’auteur Sternberg a décrit un modèle en cinq critères : l’excellence dans un domaine par rapport aux autres personnes qui forment un groupe de référence ; la rareté du niveau atteint par rapport aux pairs ; le potentiel pour produire quelque chose à l’aide de cette habileté ou du regroupement d’habiletés qui soit utile ; la possibilité de démontrer son-ses habileté(s) avec une évaluation valide et standardisée ; la valeur relative de(s) l’habileté(s) pour la société dans laquelle la personne douée évolue. »

### Précaution indispensable
Même si un nombre important de ces caractéristiques se manifeste, le constat de la surdouance ne peut être établi ou confirmé que par un professionnel compétent à l'issue d'un bilan psychologique comprenant un test de QI. Ce test n'est valable que s'il a été étalonné sur un échantillon représentatif de la population dont fait partie le sujet et qu'il est administré par un professionnel dans des conditions strictes de passation. Les tests de QI que l'on trouve dans les magazines ou sur Internet ou que l'on fait passer dans les émissions de télévision n'ont aucune valeur et ils ne peuvent servir en aucun cas à détecter des surdoués.

## Mesures d'adaptation prises par le système scolaire

### Recommandations internationales

#### Organisation des Nations unies
Convention relative aux droits de l’enfant. Résolution 44/25 du 20/11/89, ratifiée par la France :
Article 29 :
1. Les États parties conviennent que l'éducation de l'enfant doit viser à : a) Favoriser l'épanouissement de la personnalité de l'enfant et le développement de ses dons et de ses aptitudes mentales et physiques, dans toute la mesure de leurs potentialités. […]

#### Organisation des Nations unies pour l'éducation, la science et la culture
Déclaration de Salamanque et Cadre d’action pour l’éducation et les besoins éducatifs spéciaux : accès et qualité. (Salamanque, Espagne, 7-10 juin 1994) :
Article 3 : L’idée principale de ce Cadre d’Action est que l’école devrait accueillir tous les enfants, quelles que soient leurs caractéristiques particulières d’ordre physique, intellectuel, social, affectif, linguistique ou autre. Elle devrait recevoir aussi bien les enfants handicapés que les surdoués…

#### Conseil de l'Europe
Le 7 octobre 1994, le préambule à la recommandation 1248 du conseil de l'Europe, relative à l’éducation des enfants surdoués dit au point deux : « Si, pour des raisons pratiques, il faut des systèmes d’enseignement qui assurent une éducation satisfaisante à la majorité des enfants, il y aura toujours des enfants ayant des besoins particuliers, pour lesquels des dispositions spéciales devront être prises. Les enfants surdoués figurent parmi ceux-là ».
Article 3 : « Les enfants surdoués devraient pouvoir bénéficier de conditions d’enseignement appropriées. »
Article 5 :
1. « La législation devrait reconnaître et respecter les différences individuelles. Les enfants surdoués, comme les autres enfants ont besoin de conditions d’enseignement adaptées… »
2. « La recherche fondamentale sur les notions de « don » et de « talent », et la recherche appliquée… devraient être développées parallèlement. La recherche sur les « mécanismes du succès » pourrait aider à combattre l’échec scolaire. »
3. « […] Tous ceux qui ont affaire à des enfants devraient disposer d’informations sur les enfants surdoués. »
4. « Les dispositions en faveur des enfants surdoués dans une matière donnée doivent, de préférence, être mises en place au sein du système scolaire normal, à partir du niveau préscolaire. »

### Par pays

#### France
En 1905, le ministère de l'instruction publique demande à Alfred Binet de mettre au point une échelle métrique de l'intelligence. Ce qu'il fait en collaboration avec Théodore Simon. Cette échelle métrique de l'intelligence doit servir à établir les programmes scolaires de l'école française, l'instruction étant devenue obligatoire depuis la loi de Jules Ferry en 1882. Déjà en 1910, Alfred Binet pense que l'enseignement est inadapté pour les enfants trop intelligents, Les Surnormaux et il souhaiterait des classes adaptées.
En 1920, lors de travaux sur la sélection scolaire le docteur Edouard Toulouse estime à 4 % à 5 % les enfants surnormaux.
La Commission ministérielle d'études pour la réforme de l'enseignement ou Plan Langevin-Wallon rendu en juillet 1947 préconisait en plus de l'enseignement commun un enseignement optionnel où les enfants ne seraient pas répartis par classe d'âge mais en fonction de leurs aptitudes.

« Ainsi d'ailleurs pourrait se résoudre le problème des enfants dits « surnormaux ». Leur précocité est en général limitée à certaines aptitudes intellectuelles. La maturité d'expérience et de caractère propre aux enfants plus âgés leur faisant habituellement défaut, ils ne seraient pas réunis sans inconvénients pour tout l'enseignement. D'autre part leur rassemblement dans des classes spéciales risquerait d'aboutir à de dangereux forçages intellectuels, sans préjudice de certains risques pour la formation de leur caractère. Au reste, la précocité n'est pas toujours un signe de supériorité définitive. »

Dans les textes de l'Éducation nationale, l'existence des E.I.P a été ignorée jusqu'au rapport Delaubier publié en 2002. Il en est fait ensuite mention dans les B.O. de l'Éducation nationale no 16 du 18 avril 2002 et no 14 du 3 avril 2003 concernant la préparation des rentrées 2002 et 2003 ainsi que dans le B.O. de l'Éducation nationale no 15 du 11 avril 2002 pour les recommandations faites aux étudiants en 2e année d'IUFM.
En mai 2003, après une mission d'inspection générale, Christophe Dugruelle et Philippe Le Guillou ont remis au ministre un rapport (no 2003-18) faisant le bilan des expériences pédagogiques dans le second degré sur la scolarisation des élèves intellectuellement précoces. On peut retrouver l'intégralité du rapport sur le site du Ministère.
1) État des lieux […] 1.2.2. La Genèse des dispositifs d'accueil des EIP dans les établissements
Cinq établissements visités. Cinq histoires différentes. Seul le hasard et la rencontre de personnalités au caractère affirmé expliquent la naissance de ces « aventures » pédagogiques et intellectuelles. Nous voudrions montrer que dans un premier temps ce sont bien des logiques individuelles d'acteurs qui ont permis le démarrage et que l'institution s'est contentée de suivre le mouvement initié ou au mieux tenté de l'accompagner.
Les inspecteurs généraux ont pris position énergiquement.
À la suite de ces rapports, la loi du 23 avril 2005, prévoit, entre une disposition pour les élèves en difficulté et une autre pour les élèves non francophones, que « des aménagements appropriés sont prévus au profit des élèves intellectuellement précoces ou manifestant des aptitudes particulières, afin de leur permettre de développer pleinement leurs potentialités. La scolarité peut être accélérée en fonction du rythme d'apprentissage de l'élève. » (Code de l'éducation, article 321-4)
Tout cela débouchera d'abord sur la circulaire du 17 octobre 2007 intitulée « Parcours scolaire des élèves intellectuellement précoces ou manifestant des aptitudes particulières à l’école et au collège ». Admettant que « Un grand nombre de ces élèves poursuivent une scolarité sans heurt, voire brillante, il n’y a pas de mesure particulière à prendre pour eux », cette circulaire se focalise sur ces enfants qui sont en échec scolaire. Elle préconise d'améliorer « la détection de la précocité », d'« améliorer l'information des enseignants et des parents », et « organiser des systèmes d'information afin de quantifier le phénomène et qualifier les situations ».
Le 3 décembre 2009, est publié au B.O. de l’Éducation nationale un « Guide d'aide à la conception de modules de formation pour une prise en compte des élèves intellectuellement précoces ». Enfin, le Code de l'éducation a intégré dans son paragraphe concernant l'organisation de la formation au collège le décret no 2012-222 du 15 février 2012, tendant également à une meilleure prise en compte des enfants précoces.
En pratique, elle ne trouve une application concrète que dans 80 établissements en 2009, selon le ministère.
Début 2019, l’Éducation nationale, dans le cadre de son projet de loi pour une école inclusive, publie un vade-mecum intitulé « Scolariser un élève à haut potentiel », réalisé par un groupe de travail national. Le vademecum précise ce qu'est un élève à haut potentiel, les parcours de scolarisation possibles, les acteurs à mobiliser et met à disposition des enseignants des grilles de repérage des élèves à haut potentiel par cycle de scolarisation (maternelle / élémentaire / collège / lycée).

#### Belgique
Sous l'impulsion de l'ancien ministre Pierre Hazette, une étude sur les « enfants et adolescents à haut potentiel » a été commanditée en septembre 2000 par le ministère de la Communauté française de Belgique.
Après le changement de majorité consécutif à la loi du 19 janvier 1990 (article 488 du Code civil belge), les projets, dans les écoles notamment, ont été progressivement abandonnés. Ne subsiste que le réseau inter-universitaire dépendant de l'Administration générale de l'enseignement et de la recherche scientifique (5 chercheurs) dont la dernière publication reprend une intervention lors d'un colloque inter-universitaire sur les « Élèves à hauts potentiels : entre reconnaissance et intégration ». Le 2e tome du rapport Hazette qui consistera en une « réflexion théorique autour du concept de « haut(s) potentiel(s) » » est, lui, attendu depuis juin 2004.
Certaines écoles, poussées par l'approbation du ministre, ont lancé des projets de réflexions internes sur les enfants à haut potentiel. Il existe plusieurs associations qui tentent de gérer et d'amener à des réflexions sur ce sujet : EHP Belgique, ehpbelgique.org, Mensa.be, l'ANPEIP (dans la région de Liège), douance.be, Avance-Toi ASBL (avancetoi.be) et le Bekina (en Flandre).
Selon des chercheurs interuniversitaires (2001), on peut estimer qu’en se basant sur la notion de QI (échelle de Wechsler), le haut potentiel concerne entre 2 et 5 % de la population belge.

#### Canada (Québec)

##### Histoire de la douance au Québec
- 1980 à 1990 : plusieurs pays instaurent la douance dans leur système de lois relié à l’éducation afin de répondre aux besoins spéciaux des élèves doués[50] Le Québec n’a pas fait de même[50]. À cette époque, une guerre idéologique circule dans la province[50]. Le résultat de cette confrontation d'idées est de ne pas reconnaître la douance comme étant une particularité ayant des besoins propres à elle[50].
- 1983 : le Conseil supérieur de l'éducation « recommande » fortement la reconnaissance de ces élèves munis d'un « don » et de « talents particuliers »[51].
- 1985 : le ministère de l'Éducation du Québec instaure une politique suggérant huit différentes orientations afin de guider toute action vers l’inclusion de ces élèves dans les écoles publiques[50]. Deux sessions des États généraux sur l’éducation y ont d'ailleurs été dédiées en 1986[50].
- 1987 : nomination de délégués régionaux du ministère et d’un responsable national au sein du service de l’adaptation scolaire[52]. Réalisation de projets éducatifs expérimentaux pour tenter d’enrayer la fuite des élèves doués vers les écoles privées (4,6 % en élémentaire, 15,6 % dans le secondaire, 28,6 % à Montréal)[52]. Accord de dérogations pour entrée anticipée à l’école[52].
- 1987 à 1988 : réaction négative des syndicats d'enseignants, provoquant la suppression des moyens dans les années 1990, d’où création d’écoles « internationales » sélectionnant les élèves d’après le niveau scolaire[52].
- 1997 : limitation des écoles à recrutement particulier, abaissement du seuil de recrutement à 70 % des acquisitions, barrières administratives[52].

##### Situation actuelle
Le système scolaire québécois vise la normalité dans ses écoles. Cette normalité veut donner à tous les jeunes un cheminement scolaire semblable, peu importe la présence d'une certaine particularité chez un jeune ou non. Il n'est pas rare de voir, au Québec, dans une même classe des élèves avec différents troubles ou handicaps, des élèves en difficulté et des élèves doués. Ceux-ci sont mélangés avec des étudiants ne présentant aucune particularité. Même s'ils sont tous dans les mêmes classes, les ressources d'aide qui leur sont offertes diffèrent beaucoup. La CEQ (Syndicat des enseignants) est opposée à toute création de classes ou d’écoles spécifiques. À ce jour, des études ont démontré que presque aucune ressource n'est consacrée aux élèves doués. Elles démontrent que les professeurs ne font que quelques modifications mineures à leur programme pour leurs élèves doués. Les intervenants, eux, ne savent pas comment traiter les élèves doués, car leur rôle auprès de ces élèves n'est pas bien défini. Les écoles québécoises se concentrent plutôt à aider les jeunes ayant un trouble psychopathologique, un trouble d’apprentissage ou de comportement, une déficience intellectuelle, motrice, visuelle ou auditive et aux jeunes ayant un trouble de l'autisme ou de mutisme. En 1987, un chercheur des enseignements du Québec affirme que le Québec devrait focaliser ses efforts et ses ressources sur les élèves défavorisés et en difficulté. La raison à laquelle presque toutes les ressources sont consacrées qu'aux élèves défavorisés et en difficulté est que le ministère de l’Éducation met une grande pression sur les écoles afin que 85 % des élèves obtiennent la note de passage. Ces élèves reçoivent l’aide qui leur permet de réussir car ils ont un plan d’intervention précis et la norme du ministère est ainsi remplie. Selon la Centrale de l'enseignement du Québec, les enfants doués sont dans une situation avantageuse comparée aux autres étudiants ce qui forme une inégalité sociale et génétique. C'est entre autres pourquoi l'État québécois est d'avis que de leur offrir une éducation adaptée aggraverait cette inégalité.
Pour les élèves doués, il n’y a pas de mesures spéciales ni de crédits alloués, sauf pour les sections artistiques et sport-études, mais certains aménagements accordés en 1985 sont encore valables (projets éducatifs, admission anticipée). Des recherches démontrent que 57 % des écoles francophones ont des programmes pour enfants doués, mais pratiquement aucune dans les écoles primaires. Ces programmes particuliers sont les suivants : enrichissement, aptitude à diriger (Leadership), art-études ou sport-études, art-études poussé, sport-études poussé, science et autres (ex. anglais renforcé, écoles internationales, écoles alternatives). Les programmes d’enrichissement sont autorisés pour tout ou partie des élèves d’une école, sans pouvoir être utilisés comme critères de recrutement ni d’exclusion d’élèves. Des projets à durée limitée sont autorisés sous certaines conditions, si les parents et tous les enseignants sont d’accord. À la demande des parents, des admissions anticipées peuvent être accordées par le ministère. Celles-ci doivent être accompagnées d’un rapport d’un spécialiste faisant état des possibilités intellectuelles, de la maturité émotionnelle et sociale, des aptitudes nécessaires aux apprentissages, et montrant un préjudice en cas de refus. Cela a concerné environ 1 000 enfants en 1999-2000. En 1998-1999, 2,7 % des enfants (soit 2 450) sont entrés en avance dans le secondaire. Une modularité de l’enseignement est également possible en « first grade » depuis l’année 2000-2001. De plus, les enseignants peuvent avoir accès à certaines formations qui sont proposées par les comités locaux d'éducation et/ou par les universités (moins fréquentes dans les universités francophones que dans les anglophones).
Selon des recherches, le résultat de la guerre idéologique des années 1980 a amené une méconnaissance de la douance dans la population, mais aussi chez les psychologues. Des études montrent que 2 % de ceux-ci sont identifiés au Québec étant donné qu'ils sont ignorés. Selon Marianne Bélanger, psychologue et neuropsychologue, plusieurs diagnostics donnés aux élèves doués sont erronés à cause des difficultés d'adaptation que ces élèves peuvent rencontrer. Selon elle, plusieurs personnes douées se font diagnostiquer un TDAH ou une bipolarité alors que cela n'est pas tout à fait exact.

#### Suisse
Dépistage : Globalement, il n 'y a pas de mesures systématiques de dépistage des élèves surdoués. Deux cantons considèrent cependant qu'elles s'intègrent dans le dépistage de tout enfant présentant des difficultés.
Le canton de Vaud précise qu'un dépistage systématique sous forme de tests d'intelligence en vue de déterminer le quotient intellectuel ne sera jamais institué car irréaliste (7 000 à 8 000 élèves par volée). Par contre, il sera demandé aux enseignants, après une formation sur cette question, d'être attentifs et de signaler les élèves qui devraient faire l'objet d'un examen psychologique.
- Offres destinées aux élèves surdoués : les élèves surdoués peuvent bénéficier selon les degrés (école enfantine, primaire, secondaire I et Il) de différentes prestations en complément de l'enseignement ordinaire. Les possibilités offertes vont de rentrée à l’école anticipée à la dispense de certaines branches, en passant par le saut d'une classe, des mesures d'enrichissement, la possibilité d'être auditeur dans des classes supérieures, un enseignement assisté à l'ordinateur.
- Contenus de formation à l'intention des enseignants : seuls les cantons de Fribourg et de Vaud indiquent que de tels contenus de formation (initiale / perfectionnement) existent.
- Élèves ayant des dons spécifiques sur le plan sportif ou artistique : à l'exception du Tessin et de Neuchâtel, tous les cantons mentionnent que des mesures particulières à l'intention des élèves ayant des dons spécifiques sur le plan sportif ou artistique existent.
- Projets de développement de l'école : la réflexion sur l'accompagnement des élèves surdoués s'inscrit dans des projets de développement de l'école dans plusieurs cantons à l'exception du Tessin[56].

En Suisse où environ 200 000 personnes sont estimées être directement concernées par la surdouance existe un Programme Hélios lancé en 1998 comme start-up de l’Institut de psychologie de l’Université de Lausanne pour aider ceux qui pensent de manière différente (personnes autistes à haut niveau de fonctionnement, notamment), ont une sensibilité exacerbée et/ou une perception particulière à résoudre les problèmes qu'ils rencontrent en raison d'inconvénients fréquemment liés à leur surdouance.

#### États-Unis
Jacob K. Javits Gifted and Talented Students Education Program (loi fédérale votée par le Congrès américain en 1994 pour autoriser l’allocation de bourses, la formation, le financement d’un centre national de recherche sur l’éducation des surdoués par le ministère américain de l’éducation) :
- Des bourses sont allouées aux services locaux d’éducation, aux établissements publics ou privés mettant en œuvre des programmes spécifiques aux étudiants doués ou talentueux.
- Informations et assistance technique sont mises à la disposition des individus ou des groupes travaillant sur le thème pour élargir et approfondir les connaissances sur ce thème
- Recherche : création d’un centre national de recherche sur le surdouement, associant 360 écoles publiques ou privées, 337 écoles de district, 52 administrations de l’éducation (services d’État), et 167 chercheurs associés à 86 universités aux États-Unis et au Canada, chargé de conduire et analyser des recherches pour développer l’information sur les besoins des enfants surdoués. Directions de recherche : détection des surdoués, utilisation des programmes spécifiques aux surdoués au bénéfice de tous les élèves, quelle collaboration pour quelle politique éducative et quelles applications ?

D'après une étude publiée en 2017, les enfants noirs et latinos sont sous-représentés dans les programmes d'accompagnement pour enfants surdoués aux États-Unis, par rapport aux blancs et aux asiatiques,. Les enfants noirs ayant un enseignant blanc ont statistiquement moins de chance d'être identifiés comme surdoué comparé à ceux ayant un enseignant noir. Dans les académies ayant mis en place un dépistage universel de tous les élèves, on constate une augmentation des élèves noirs, latinos et issus de foyers à faible revenu dans les programmes pour surdoués.

#### Israël
Éducation d'enfants exceptionnels :
Les enfants surdoués, classés parmi les 3 % des meilleurs élèves de leurs classes et ayant passé des tests d'aptitude, participent à des programmes particuliers dans des écoles spéciales à plein temps ou des activités extra-scolaires. Les classes pour surdoués sont caractérisées par le niveau des élèves et de leurs études ; l'accent y est mis non seulement sur l'acquisition de connaissances et la compréhension, mais aussi sur l'application à d'autres disciplines des concepts acquis. Les élèves apprennent à faire de la recherche et traiter la documentation de façon indépendante.

#### Chine
« Classe de la jeunesse » créée en 1978 à l’université de sciences et de technologie :
Depuis 1985, le lycée annexe de l’université populaire de Chine a créé une classe expérimentale pour élèves surdoués. Tout en offrant aux élèves des cours d’invention, des cours pratiques scientifiques et autres enseignements destinés à développer la créativité des élèves, ce lycée propose également des cours sur la pratique sociale, sur la jeunesse moderne, des cours de psychologie, etc.

## Mythes et réalités
Le terme « surdoué » véhicule le « mythe du génie », une étiquette désagréable. Certains auteurs spécialistes du sujet, au nom d'un élitisme avoué, préconisent une sélection aussi précoce que possible des surdoués et la création, à leur intention, de classes spécialisées[réf. nécessaire].
«  Le problème que pose l'enfant doué est loin d'être simple. Cet enfant ne manifeste pas ses dons uniquement en étant un bon élève. Il arrive qu'il ne le soit pas du tout […] si l'on se contente de l'observer de l'extérieur, il arrive que l'on ait beaucoup de peine à le distinguer du faible d'esprit.(C. Jung) »

### Haut potentiel: hommes et femmes égaux?
Diverses études menées montrent que le nombre de hauts potentiels est relativement équivalent entre les sexes : les études de Pereira-Fradin (2006) affirment qu’il y aurait plus de jeunes filles haut potentiel, alors que les études de Terrassier (1989) montrent un constat inverse. Winner (1996) quant à lui explique ces résultats contradictoires par le fait que le nombre de filles haut potentiel diminue au fur et à mesure que les années d’études augmentent.

### Pensée en arborescence
Parmi les mythes courants sur le haut potentiel intellectuel, on trouve l'idée selon laquelle les individus concernés auraient un mode de pensée qualitativement différent de la norme. Il s'agirait donc d'une différence de nature (qualité) et non de degré (quantité). Plus précisément, la pensée des personnes « normales » serait « linéaire » ou « séquentielle », passant d'une idée à l'autre dans un enchaînement unidirectionnel, tandis que les personnes « surdouées » auraient une pensée « en arborescence », où chaque idée donnerait naissance à plusieurs autres qui, à leur tour, en engendreraient d'autres. Ce fonctionnement atypique, inadapté au système éducatif classique, serait alors la source indirecte de difficultés scolaires. En effet, lors de la résolution d'un problème, le raisonnement de l'élève « moyen » suivrait une trajectoire unique, sans bifurquer, tandis que l'élève « surdoué » explorerait de nombreuses pistes simultanément, d'où un foisonnement d'idées parfois difficile à gérer.
 (août 2022).
Cependant, comme le rappellent les chercheurs en psychologie Nicolas Gauvrit et Franck Ramus, la notion de « pensée en arborescence » est inconnue du monde scientifique. La seule notion qui s'en rapproche est la pensée divergente, mais celle-ci, loin d'être un mode de pensée qualitativement différent de la norme et ainsi spécifique à une certaine population, fait partie intégrante du raisonnement normal. Quant à savoir si les personnes à haut potentiel intellectuel se distingueraient des autres sur ce point, Gauvrit et Ramus rapportent la chose suivante : « S'il est vrai que les enfants surdoués obtiennent en moyenne les meilleurs scores dans [les épreuves évaluant la pensée divergente], les autres enfants produisent eux aussi de nombreuses idées. Ils en ont simplement, en moyenne, un peu moins ». La différence est donc bien quantitative et non qualitative.

### Difficultés scolaires
Certains psychologues soutiennent que les élèves à haut potentiel intellectuel rencontreraient davantage d'échec scolaire. Toutefois, les études montrent le contraire : en moyenne, les « surdoués » réussiraient en fait mieux que les autres à l'école et obtiendraient également des diplômes plus élevés. Certains experts persistent malgré tout en affirmant que cette tendance positive pourrait s'inverser au-delà d'un certain niveau de QI. Mais là encore, de nombreuses études internationales, menées sur plusieurs décennies, montrent sans ambiguïté que cette hypothèse est erronée. Ainsi, même si le QI n'est pas le seul facteur de la réussite scolaire et s'il existe bien sûr des surdoués en échec scolaire, l'idée selon laquelle ils le seraient de manière générale n'a pas de fondement scientifique.

### Polyvalence
La croyance populaire veut que celui qu’on appelle « surdoué » soit omniscient, comme si son intelligence exceptionnelle pouvait s’appliquer à tout et lui donnait les moyens d’être performant dans tous les domaines. L’origine en est certainement dans les premières conceptions de l’intelligence qui pensaient que celle-ci ne dépendait que d’un seul facteur, le fameux « facteur g » de Spearman (Les aptitudes de l’homme. Leur nature et leur mesure, Macmillan, Londres, 1927, traduction française 1936).
L’évolution des conceptions de l’intelligence a permis d’établir, d’une part, que celle-ci pouvait être décomposée en un grand nombre de facteurs emboîtés les uns dans les autres à plusieurs niveaux hiérarchiques (chaque niveau comptant plusieurs facteurs), qu’elle pouvait se manifester sous différentes formes (intelligence « fluide » ou intelligence « cristallisée »), et d’autre part, selon certains qui suivent en cela Howard Gardner (Les intelligences multiples, Retz, Paris, 1996), qu’il pouvait exister plusieurs intelligences autonomes indépendantes les unes des autres (Gardner dénombre neuf formes d’intelligence).
Le concept d'intelligence en sciences psychologique ne renvoie pas nécessairement au mot utilisé couramment. Par exemple, l'intelligence évaluée par les tests psychologiques est, selon Keith Stanovitch professeur émérite à l'université de Toronto, l'intelligence algorithmique (compréhension des choses, combinaison logique des idées…). Si ces tests sont fiables au vu de l'objectif assigné en termes d'apprentissage, par exemple prédire, et expliquer les difficultés des élèves à suivre des programmes scolaires ils n'évaluent la rationalité de cette intelligence, évaluation qui « renvoie à la capacité à prendre des décisions qui concourent à réaliser nos objectifs et à adopter des croyances qui rendent compte de la réalité ».
Certaines personnes affirment qu'un haut QI n'aurait pas de lien causal avec une meilleure réussite dans la vie : « Le HPI n'est pas un gage de meilleure réussite dans la vie, quand il n'est pas à l'origine de difficultés d'adaptation dans le tissu social et professionnel. Le concept de rationalité donne une compréhension élégante : le haut potentiel ne concerne que l'intelligence algorithmique et ne prédit en rien que les décisions de la vie courante soient plus adéquates […] On peut donc considérer sans contradiction qu'un individu soit intelligent et qu'il puisse commettre des actes stupides » (p. 129-130). Cependant, la recherche atteste d'un certain nombre de corrélations entre un haut QI et des avantages et réussites au cours de la vie, malgré la diffusion fréquente de nombreux mythes populaires contraires à ces conclusions.

### Exemples de dérives

#### Exploitations abusives du mythe
Il faut de plus ajouter que certaines sectes, sous le couvert de dépistage gratuit d'enfants précoces, profitent de la crédulité de parents inquiets pour leur proposer des stages faisant passer des enfants hyperactifs, autistes, dyslexiques, mentalement déficients ou angoissés pour des surdoués « incompris ». Ils les prétendent « capables de communiquer avec l'au-delà » ou « descendants de dieux ou d'extra-terrestres ».
C'est le cas du mythe des enfants sentinelles, indigos, ou arc-en-ciel, véhiculé par exemple par le mouvement ufologique Kryeon, épinglé par le Rapport 2003 de la Miviludes.
Cette utilisation du mythe de l'enfant-roi à des fins manipulatrices peut être très dangereuse, tant pour l'entourage de l'enfant que pour l'enfant lui-même.
Cependant, à l'inverse, il existe un fort courant pour rejeter l'existence même du phénomène, pourtant solidement établi scientifiquement, ce qui provoque parfois des drames personnels chez certaines personnes se sentant décalées et/ou rejetées et incapables de trouver le pourquoi. Un contre-exemple intéressant sur le sujet se situe en Belgique, en Région wallonne où les rares références officielles sur les surdoués sont diffusées par l'Agence wallonne pour l'intégration des personnes handicapées (qui a retiré sa fiche descriptive car décrivant la douance comme strictement un handicap jusqu'en 2007) et où même les références du site du ministère de l'Enseignement et de la Recherche scientifique mettent l'accent sur les mauvais aspects de la douance mais jamais sur leur mise en valeur.

## Problèmes émotionnels et sociaux

### Isolement
L'isolement est l'un des principaux défis auxquels sont confrontés les individus surdoués, en particulier ceux sans réseau social de surdoués. Afin de gagner en popularité, les enfants surdoués essaient souvent de cacher leur capacité afin de gagner l'approbation sociale. Les stratégies comprennent la limitation de réussite (discutée ci-dessous) et l'utilisation d'un vocabulaire moins sophistiqué envers des personnes du même âge plutôt qu'avec des membres de la famille ou d'autres personnes de confiance.
L'isolement des individus surdoués ne peut être causé par la surdouance elle-même, mais par la réponse de la société à la surdouance. Plucker et Levy ont noté que « dans cette culture, il semble y avoir une grande pression pour que les gens soient « normaux » avec une stigmatisation considérable associée à la surdouance et au talent ». Pour contrer ce problème, les professionnels de l'éducation doués recommandent la création de groupes de pairs en fonction des intérêts et des capacités de chacun. Plus tôt cette situation aura lieu, plus elle sera efficace contre l'isolement,.
La recherche suggère que les adolescents surdoués peuvent avoir des lacunes dans l'évaluation et l'apprentissage social adaptatif.
Toutefois, la recherche tend également à avancer que les adolescents surdoués ne sont pas moins satisfaits de leur vie que leurs pairs qui ne le sont pas.

### Dépression
Reis et Renzulli indiquent :

« À l'exception des adolescents surdoués créatifs qui sont talentueux à l'écrit ou en art, les études ne confirment pas que les individus surdoués manifestent des taux de dépression plus élevés que la moyenne… Les capacités cognitives avancées des enfants surdoués, l'isolement social, la sensibilité et le développement inégal peuvent les placer face à des problèmes sociaux et émotionnels complexes, mais leurs capacités à résoudre des problèmes, leurs aptitudes sociales avancées, leur raisonnement moral, leurs intérêts extra-scolaires, et la satisfaction dans la complétude peuvent les aider à être plus résilients. »

En outre, aucune autre conclusion de recherche n'a révélé un taux de suicide plus élevé chez des adolescents surdoués que chez d'autres adolescents. De plus, un haut QI se semble pas associé avec une plus grande fréquence de troubles de santé mentale, la recherche semblant même tendre plutôt vers l'inverse. Les enfants surdoués bien accompagnés familialement et scolairement montrent un niveau de bien-être égal voire supérieur à leurs pairs, d'après une méta-analyse publiée en 2023.

### Articles sur les différents tests de QI et leurs auteurs
- Les WAIS, WISC, WPPSI, des batteries de tests pour adultes et enfants très largement employées, développés par David Wechsler et associés,
- Le K-ABC, une batterie de tests complète de Alan S. Kaufman et Nadeen L. Kaufman, destinée aux enfants,
- Les matrices progressives de Raven, de John Carlyle Raven,
- Le Cattell Culture Fair Intelligence Test (en), développé par James McKeen Cattell,
- Le Stanford-Binet, une des premières batteries de tests de différentes aptitudes, originellement conçue par Alfred Binet qui développa le Test Binet-Simon, puis élaborée et étendue par Lewis Terman, qui l'a adapté et restandardisé aux États-Unis, et popularisé la notion de surdoué (gifted) via son étude longitudinale d'enfants précoces tous ayant un QI atteignant ou dépassant le 99e centile.

#### Documents scientifiques ou institutionnels
- Groupe académique de recherche sur la scolarité des enfants précoces
- Au-delà du QI : Les Autres Intelligences sur le site de Sciences humaines
- L'État de la recherche sur les enfants dits «surdoués»
- Les surdoués ordinaires (Nicolas Gauvrit), conférence du 26 septembre 2015 (Mensa Rhône-Alpes)
- La légende noires des surdoués, La Recherche mars 2017